# Frank Beaurepaire
Frank Beaurepaire (né le 13 mai 1891 et décédé le 29 mai 1956) est un nageur australien.

## Jeux olympiques
- Jeux olympiques de 1908 à Londres 
  -  Médaille d'argent sur 400 m libre.
  -  Médaille de bronze sur 1 500 m libre.
- Jeux olympiques de 1920 à Anvers 
  -  Médaille d'argent en relais 4 × 200m libre.
  -  Médaille de bronze sur 1 500 m libre.
- Jeux olympiques de 1924 à Paris 
  -  Médaille d'argent en relais 4 × 200m libre.
  -  Médaille de bronze sur 1 500 m libre.

## Distinctions
- Knight Bachelor